# Cantó de l'Ajoupa-Bouillon
El cantó de l'Ajoupa-Bouillon és una divisió administrativa francesa situat al departament de Martinica a la regió de Martinica.

## Composició
El cantó comprèn la comuna d'Ajoupa-Bouillon.

## Administració
| Període                                  | Identitat             | Partit        | Qualitat |
| ---------------------------------------- | --------------------- | ------------- | -------- |
| 2004-2014                                | Maurice Sylvère Bonte | Divers droite |          |
| Les dades anteriors no són pas conegudes |                       |               |          |